# Jack Abell
Jack Abell (* 22. September 1944 in Corpus Christi, Texas, Vereinigte Staaten; † 28. Juli 1993) war ein US-amerikanischer Geiger, Bratscher, Dirigent, Musikpädagoge, Musikverleger und Komponist.

## Leben
Jack Abell war der Sohn des US-amerikanischen Geigers Usher Abell. Geboren in Texas wuchs er in South Dakota auf. Er war ein Schüler des Dirigenten Harold Farberman und war Bratscher am Ersten Pult des Memphis Symphony Orchestra. Seit 1975 war er Mitglied dieses Klangkörpers. Er unterrichtete an der Memphis State University und am Rhodes College. Hier leitete er das Rhodes College Civic Orchestra. 1991 gründete er die Tennessee Summer Symphony, ein Projekt, bei welchem sich Musiker aus dem Bundesstaat Tennessee an einem Sommerwochenende trafen, um klassische Konzerte in West Tennessee zu geben. Er starb 1993 an Krebs. Konzertreisen führten ihn nach Europa und Lateinamerika. Des Weiteren spielte er an der Santa Fe Opera, am Kennedy Center for the Performing Arts, beim Peninsula Music Festival, bei der Chicago Little Symphony, der Memphis Chamber Music Society und an der Opera Memphis. Als Freiwilliger engagierte er sich beim Friedenscorps. Abell beschäftigte sich intensiv mit Barockmusik, arbeitete als Studiomusiker, schrieb diverse Artikel über Musik und unterhielt einen Verlag namens Ivory Palaces.
Jack Abell starb am 28. Juli 1993 an Krebs. Er war verheiratet mit Lydia D. Abell. Sie hatten zwei Töchter, Jessica und Rosalind, und einen Sohn, Peter Abell. Dieser ist Präsident und CEO des Memphis Symphony Orchestra. Jack Abells Bruder war Thomas Abell.

## Werke (Auswahl)
- Variations on a shape for solo violin, Memphis, Tennessee, Ivory Palaces, 1979 OCLC 21187755